# Universidad El Bosque
La Universidad El Bosque es una universidad privada ubicada en Bogotá, Colombia, fundada en 1977, sujeta a inspección y vigilancia por medio de la Ley 1740 de 2014 y la ley 30 de 1992  del Ministerio de Educación de Colombia. Su sede principal se encuentra ubicada al nororiente de ciudad en la localidad de Usaquén. Cuenta con instalación en Chía, en las afueras de la ciudad. Tiene 9.100 alumnos (2011) y ofrece 31 programas de pregrado, 90 de posgrados, 3 cursos preuniversitarios, así como programas de educación continua (cursos, diplomados, seminarios, congresos).

## Historia
Antes de ser reconocida como Universidad, esta institución de educación superior fue la Escuela Colombiana de Medicina.
Desde 1977 se iniciaron las labores de la Clínica y de la Escuela facilitando de esta forma la unión entre la práctica y la teoría, haciendo especial énfasis en la humanidad, tanto del paciente como del profesional.
El 27 de julio de 1978, el ICFES reconoce la personería jurídica de la Escuela Colombiana de Medicina. En 1997, gracias al crecimiento y evolución de la institución, el ICFES reconoce la personería jurídica de la Universidad El Bosque.
El 22 de junio de 2016 El Ministerio de Educación Nacional, mediante la resolución 11373 del 10 de junio de 2016, reconoce con la Acreditación Institucional de Alta Calidad por cuatro años.
El 28 de junio de 2021 sufrió un ataque informático que comprometió toda su infraestructura digital, como la página web oficial, las bases de datos financieras y de calificaciones, el sistema de correo institucional y de almacenamiento de datos e incluso su cuenta oficial en la red social Twitter.
El 5 de julio de 2021, después de una semana de esfuerzo se recupera del ataque informático y continua con sus espacios digitales intactos, a su vez aumenta la seguridad cibernética, haciéndola una de las universidades más seguras de Colombia . 
Desde el año 2022  vuelve a la presencialidad en la mayoría de sus clases, después de dos años de confinamiento debido a la problemática por la pandemia del COVID-19.

## Infraestructura

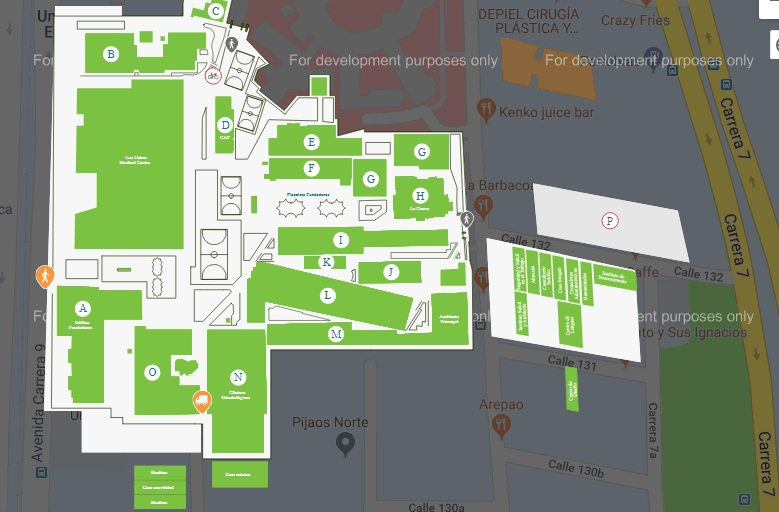

### Bloque A (Fundadores)
Es el edificio principal de la Universidad, es donde se encuentran la mayoría de las oficinas de las facultades, tiene 7 pisos y en su último piso cuenta con una terraza con piso sintético, y un observatorio, el bloque A se caracteriza por su diseño innovador.

### Bloque D (CAF Centro de actividad física)
El bloque D es donde se encuentra ubicado el centro de actividad física de la Universidad el Bosque, en donde tanto como docentes, administrativos o estudiantes pueden ingresar y realizar ejercicio, hasta el 2015 tiene 3 trotadoras, 10 bicicletas estáticas, 3 elípticas, y aproximadamente 18 máquinas y unas 40 pesas.

### Bloque B (Campito)
En este bloque se encuentra ubicado el laboratorio de simulación Clínica, y el laboratorio de cirugía, los dos cuentan con tecnología de punta para los estudiantes de ciencias de la salud, en este bloque también se encuentra el Colegio Bilingüe, este bloque se caracteriza por los computadores que posee en la mayoría de los Salones

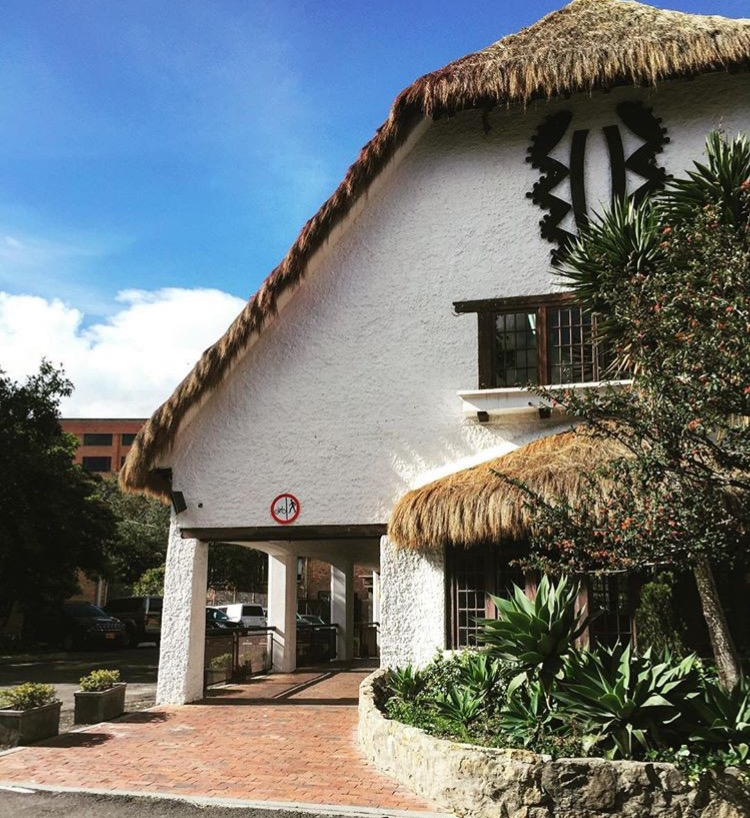
Casa El Rancho - U El Bosque

### Bloque C
El bloque C se divide en 2 partes, el antiguo, que sólo tiene un piso, y el nuevo, que tiene 3, este bloque es el más nuevo de la universidad Junto con el Bloque N

### Biblioteca Juan Roa Vásquez
El edificio del Reloj, en este edificio se encuentra:
-En su sótano los casilleros de la universidad
-en el primer piso Varios salones y el "Auditorio central"
-en el segundo piso dos laboratorios, uno de microbiología y otro de bioquímica
- En el tercer y cuarto piso la biblioteca, en donde no sólo se cuenta con préstamo de computadores, y de salas de estudio, sino también de tabletas y iPads de última tecnología. Las salas en la biblioteca cuentan con proyectores, o en su defecto, televisores para facilitar el estudio.

## Anfiteatro
El anfiteatro de la universidad El Bosque cuenta con varios especímenes disecados para su examen, algunos cadáveres y aparatos de última tecnología para el entendimiento de la Morfología, Fisiología y Anatomía

## Emblemas y símbolos
La identidad institucional de la Universidad El Bosque tuvo como semilla aquellos símbolos que fueron acogidos por la entonces Escuela Colombiana de Medicina. Estas representaciones se han consolidado en el crecimiento de la institución y representan la historia y los valores que conducen el quehacer de la Universidad.
El logotipo es una abstracción de una pieza de la cultura Muisca, encontrada en Soacha, la cual reposa en el Museo del Oro. Esta pieza es un bastón de mando, de unos 15 cm, con serpientes a los lados. Se cree que esta pieza tenía un carácter ritual y era llevado por el sacerdote, jefe o chamán de la comunidad.

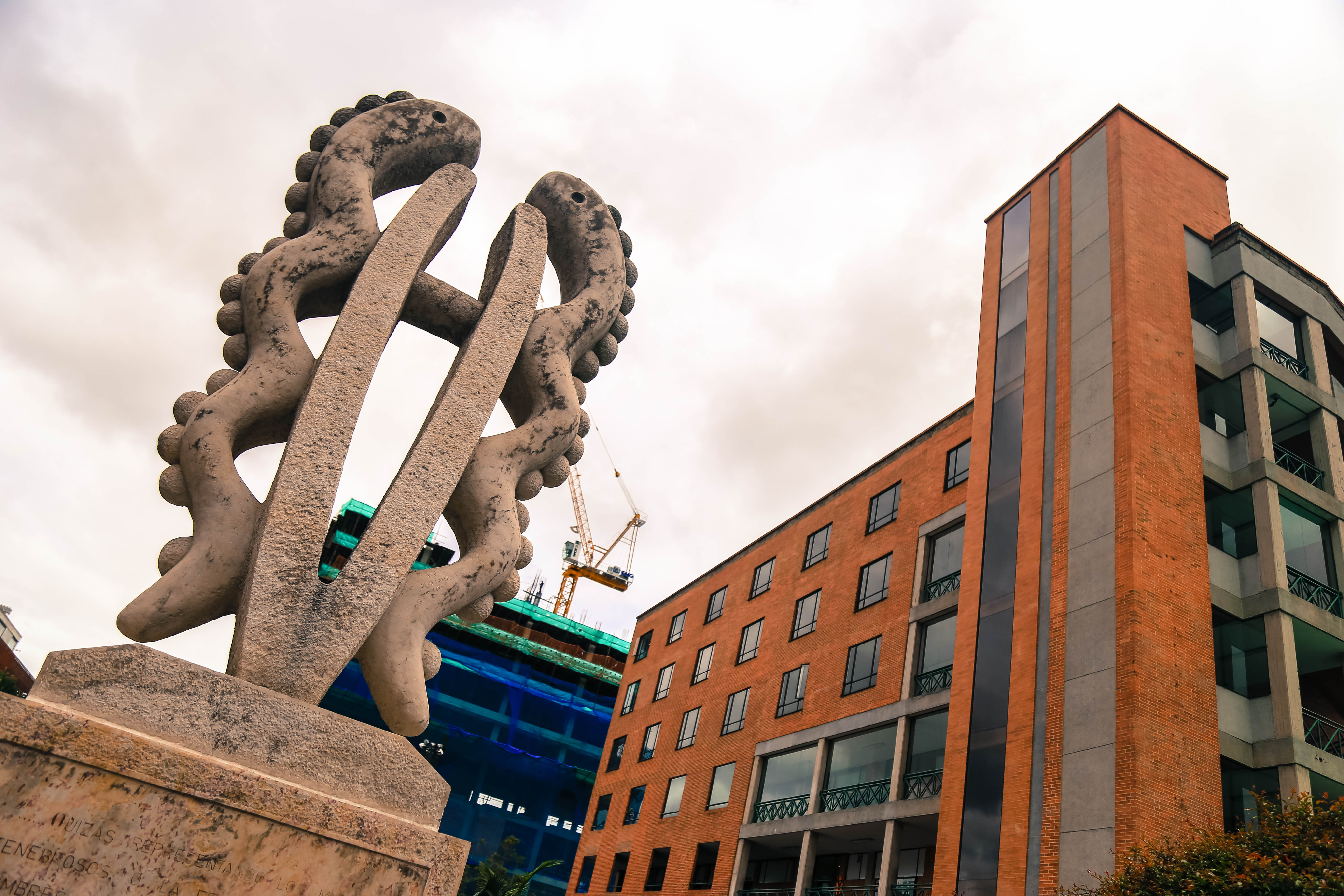
Símbolo Universidad El Bosque

## Acreditación
Las facultades de Medicina, Odontología, Psicología, Enfermería, Ingeniería ambiental, Ingeniería de Sistemas, Ingeniería Industrial, Ingeniería Electrónica, Diseño Industrial, Educación y Biología han recibido la Acreditación de Alta Calidad, la cual es otorgada por el Consejo Nacional de Acreditación (CNA).[cita requerida]

## Internacionalización
Actualmente se cuenta con más de 128 convenios internacionales que facilitan la movilidad estudiantil y docente; los intercambios culturales, el desarrollo de investigaciones y el trabajo conjunto con instituciones de educación superior.

## Investigaciones

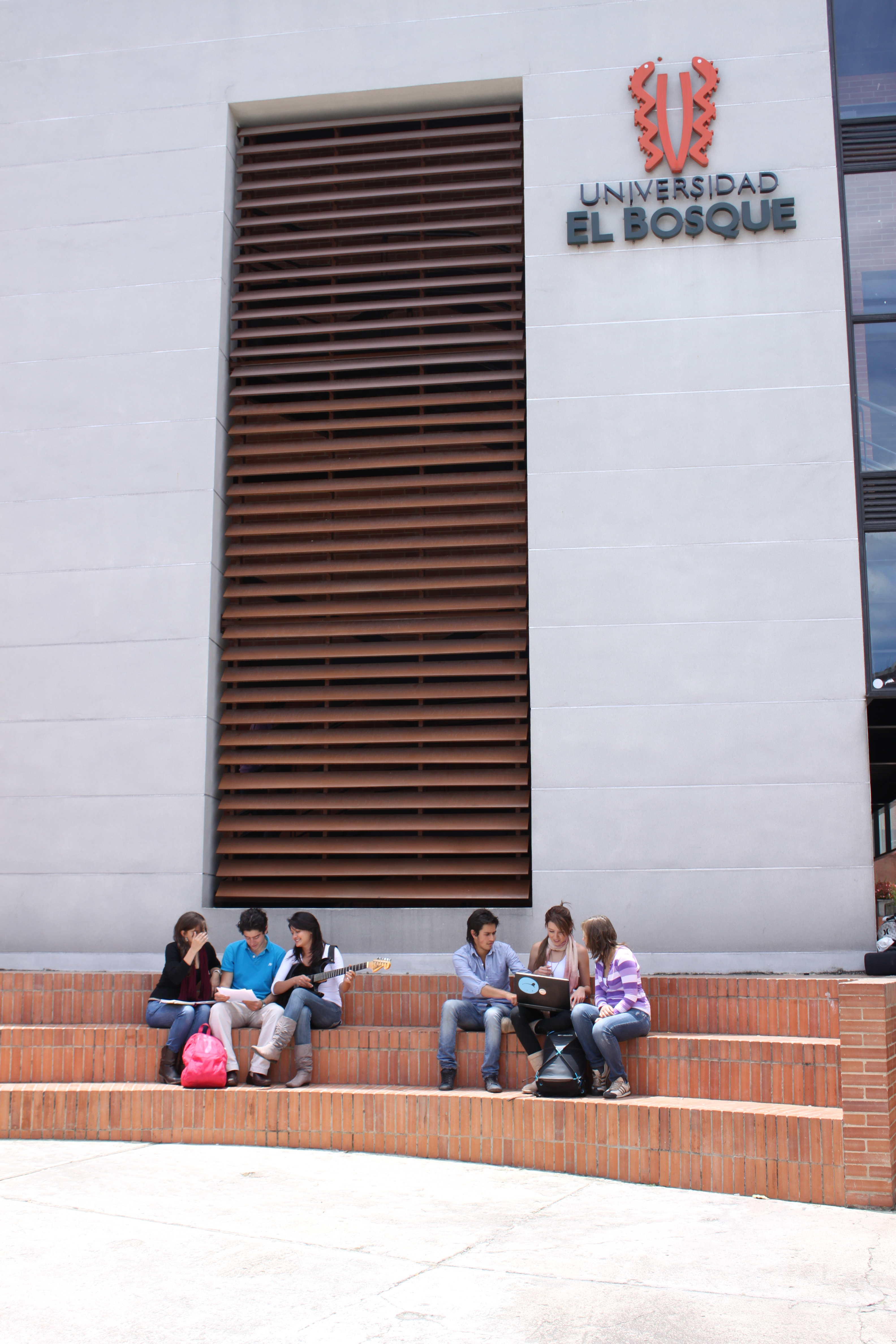
El Bosque University

La sociedad globalizada exige a las Universidades centrar su actividad académica en la docencia, la investigación y la proyección social. La generación y transferencia de conocimiento contribuye al desarrollo de la sociedad colombiana, favoreciendo el mejoramiento de los estándares de calidad.
En 1986 se crea el Centro de Investigaciones de la Escuela Colombiana de Medicina, cuya propuesta contempla que “La Universidad debe ser el motor del desarrollo del país y la investigación es el motor del desarrollo de la Universidad”. En 2001, se reforma el reglamento general de la Universidad y se le da el nombre de División de Investigaciones, con el propósito de prestar servicios inter y transdisciplinarios a las diferentes unidades académicas para el desarrollo de la Misión y el Proyecto Educativo de la Institución.
En los últimos años, la Universidad El Bosque ha consolidado actividades investigativas en todas las facultades, a través de los Institutos, las Unidades y Grupos de Investigación. El avance ha sido importante, pero se requieren mayores esfuerzos hacia una dinámica más estable y robusta de las actividades científicas en todos los niveles.
La educación de los futuros profesionales en la Universidad El Bosque y el desempeño posterior de dichos profesionales en la sociedad, así como sus contribuciones en sus respectivos campos de acción, les habilita para obtener un diferenciador de solidez a partir de los elementos científicos proporcionados en los programas académicos de la Universidad. Dicha formación, proviene de la calidad de sus docentes, investigadores y de su participación en actividades de investigación en los grupos activos. Para responder al modelo bio-psicosocial y cultural se fomenta la inclusión de los Grupos de Investigación a redes del entorno social y productivo.

## Programas académicos
La universidad cuenta con una gran variedad de programas que van desde cursos y diplomados, junto con diferentes opciones de pregrados y posgrados:

### Pregrado
- Medicina
- Ciencia Política y Gobierno
- Administración de Producción y Logística Internacional - Modalidad Virtual
- Enfermería
- Licenciatura en Educación Infantil
- Derecho
- Biología
- Diseño de Comunicación
- Arte Dramático
- Ingeniería de Sistemas
- Química Farmacéutica
- Negocios Internacionales
- Odontología
- Marketing y Transformación Digital - Modalidad Virtual
- Psicología
- Instrumentación Quirúrgica
- Optometría
- Contaduría Pública - Modalidad Virtual
- Ingeniería Ambiental
- Administración de Empresas
- Finanzas - Modalidad Virtual
- Arquitectura
- Ingeniería Industrial
- Diseño Industrial
- Ingeniería Electrónica
- Intérprete Profesional de la Lengua de Señas Colombiana - Modalidad Virtual
- Economía - Modalidad Virtual
- Bioingeniería
- Artes Plásticas
- Licenciatura en Bilingüismo con Énfasis en la Enseñanza del Inglés
- Estadística
- Formación Musical
- Matemáticas
- Filosofía
- Administración de Negocios Sostenibles - Modalidad Virtual

### Especializaciones
- Cirugía Oral y Maxilofacial
- Endodoncia
- Ergonomía
- Especialización en Gerencia Sostenible del Talento Humano
- Especialización en Medicina Crítica y Cuidado Intensivo
- Higiene Industrial
- Odontología Pediátrica
- Operatoria Dental Estética y Materiales Dentales
- Ortodoncia
- Patología Oral y Medios Diagnósticos
- Periodoncia y Medicina Oral
- Prostodoncia
- Salud Familiar y Comunitaria
- Especialización en Seguridad y Salud en el Trabajo
- Especialización en Gerencia de Marketing Farmacéutico
- Especialización en seguridad del paciente
- Especialización en Psicología Clínica y Desarrollo Infantil
- Psicología Organizacional y de la Seguridad y Salud en el Trabajo
- Especialización en Anestesia Cardiovascular y Torácica
- Especialización en Anestesiología FSFB
- Especialización en Anestesiología HSB
- Especialización en Bioética
- Especialización en Bioética - modalidad a distancia
- Especialización en Cardiología
- Especialización en Cardiología Pediátrica
- Especialización en Cirugía de Mano
- Especialización en Cirugía del Tórax
- Especialización en Cirugía General
- Especialización en Cirugía Plástica Reconstructiva y Estética
- Especialización en Cirugía Vascular y Angiología
- Especialización en Dermatología
- Especialización en Docencia Universitaria
- Especialización en Enfermería Neonatal
- Especialización en Gerencia de la Calidad en Salud
- Especialización en Gerencia de Producción y Productividad
- Especialización en Gerencia de Proyectos
- Especialización en Ginecología y Obstetricia
- Especialización en Infectología Pediátrica
- Especialización en Investigación de Mercados y del Consumo
- Especialización en Medicina Crítica y Cuidado Intensivo Pediátrico
- Especialización en Medicina del Deporte
- Especialización en Medicina del Dolor y Cuidados Paliativos
- Especialización en Medicina Familiar
- Especialización en Medicina Física y Rehabilitación
- Especialización en Medicina Interna FSFB
- Especialización en Medicina Interna HSC
- Especialización en Medicina Materno-Fetal
- Especialización en Nefrología Pediátrica
- Especialización en Negocios Internacionales-Virtual
- Especialización en Neonatología
- Especialización en Neumología
- Especialización en Neumología Pediátrica
- Especialización en Neurocirugía
- Especialización en Neurología
- Especialización en Oftalmología
- Especialización en Ortopedia y Traumatología
- Especialización en Pediatría
- Especialización en Psicología Clínica y Autoeficacia Personal
- Especialización en Psicología del Deporte y el Ejercicio
- Especialización en Psicología Social, Cooperación y Gestión Comunitaria
- Especialización en Psiquiatría
- Especialización en Psiquiatría de Enlace e Interconsultas
- Especialización en Psiquiatría Infantil y del Adolescente
- Especialización en Radiología e Imágenes Diagnósticas
- Especialización en Seguridad de Redes Telemáticas
- Especialización en Urología

### Maestrías
- Gerencia Organizacional de Proyectos
- Gerencia Organizacional de Proyectos - Modalidad Virtual
- Innovación y Tecnologías para la Educación
- Psicología
- Maestría en Gestión Sostenible del Talento Humano
- Maestría en Ciencias Odontológicas
- Maestría Gobernanza en Áreas Protegidas y Gestión del Recurso Biológico -
- virtual
- Maestría en Administración en Salud
- Maestría en Bioética
- Maestría en Ciencias Básicas Biomédicas
- Maestría en Educación
- Maestría en Educación Inclusiva e Intercultural - virtual
- Maestría en Epidemiología
- Maestría en Ergonomía y Diseño Universal
- Maestría en Estadística Aplicada y Ciencia de Datos
- Maestría en Estudios Sociales y Culturales
- Maestría en Filosofía de la Ciencia
- Maestría en Gestión Empresarial Ambiental
- Maestría en Industrias Creativas y Culturales
- Maestría en Informática Biomédica
- Maestría en Músicas Colombianas
- Maestría en Negocios Globales-Virtual
- Maestría en Salud Ambiental
- Maestría en Salud Mental Comunitaria
- Maestría en Salud Pública
- Maestría en Salud Sexual y Reproductiva
- Maestría en Seguridad y Salud en el Trabajo
- Maestría en Enfermería en Cuidados Paliativos

#### Doctorados y posdoctorado
- Doctorado en Bioética
- Doctorado en Ciencias Biomédicas
- Doctorado en Salud Pública
- Posdoctorado en Bioética

## Transporte público
- B138 Cedritos
- B145 San Cristóbal Norte
- C144 Bilbao
- T13 Hsp. San Blas-Villa Cindy
- E44 El Uval-Mirandela